# إدغار كلارك
إدغار كلارك (بالفرنسية: Edgar Clarke) (و. 1799 – 1852 م) هو جامع تحف، وسياسي، وجندي، من فرنسا، توفي في باريس، عن عمر يناهز 53 عاماً.

## مناصب
تولى منصب Pair of France، وmember of the Chamber of Peers.

## جوائز
حصل على جوائز منها:
- وسام جوقة الشرف من رتبة فارس.